# لورا أساداوسكايت
لورا أساداوسكايت (ولدت في 28 شباط 1984 في فيلنيوس) هي متسابقة ليتوانية في الخماسي الحديث. فازت بالميدالية الذهبية في عام 2012 دورة الألعاب الاولمبية الصيفية في لندن وحققت رقما قياسيا في الأولمبياد. كما نافست في الألعاب الأولمبية 2008 في بكين و2016 في ريو دي جانيرو .

## وصلات خارجية
- لورا أساداوسكايت على موقع الاتحاد الدولي لألعاب القوى (الإنجليزية)
- لورا أساداوسكايت على موقع الاتحاد الدولي للخماسي الحديث (الإنجليزية)
- لورا أساداوسكايت على موقع اللجنة الأولمبية الدولية (الإنجليزية)
- لورا أساداوسكايت على موقع أوليمبيديا (الإنجليزية)
- لورا أساداوسكايت على موقع اللجنة الأولمبية الليتوانية (الليتوانية)